# Wojtek Czyz
Wojtek Czyz oder Wojciech Czyż (* 30. Juli 1980 in Wodzisław Śląski) ist ein deutscher Leichtathlet.

## Leben

### Sportliche Karriere
Czyz stand vor einer Karriere als Fußballer beim Regionalligisten (damals die bundesweit dritte Spielklassenebene) SC Fortuna Köln. Vier Tage nach seinem dortigen erfolgreichen Probetraining zog er sich am 15. September 2001 in einer Partie gegen den SV Niederauerbach, dem letzten Spiel für seinen bisherigen Verein VfR Grünstadt, bei einem Zusammenprall mit dem gegnerischen Torwart schwere Verletzungen am linken Knie zu und erlitt ein Kompartmentsyndrom. Nach einer Kette von Behandlungsfehlern und Fehleinschätzungen wurde am 23. September im Universitätsklinikum des Saarlandes in Homburg sein linkes Bein oberhalb des Knies amputiert. Er gilt daher als Oberschenkelamputierter.
In der Nähe von Augsburg absolvierte er anschließend eine erfolgreiche Rehabilitation. Motiviert und betreut wurde er unter anderem vom an der Klinik als Therapeut arbeitenden Roberto Simonazzi, einem ebenfalls beinamputierten ehemaligen Leichtathleten, der bei den Sommer-Paralympics 1988 und 1992 insgesamt fünf Medaillen gewonnen hatte. Sehr bald fand Czyz den erfolgreichen Einstieg in den Behindertensport und startet seitdem in der Klassifikationsgruppe T 42 und F42. Nur zehn Monate nach dem Unfall auf dem Fußballplatz wurde er 2002 bereits deutscher Meister im 100-Meter-Lauf sowie im Weitsprung und stellte dabei in beiden Disziplinen neue deutsche Rekorde auf.
Im September 2004 reiste er – nach eigenen Worten noch immer als „Niemand“, also als auf internationaler Bühne unbeschriebenes Blatt – nach erfolgreicher Qualifikation zu den Sommer-Paralympics in die griechische Hauptstadt Athen. Mit drei Goldmedaillen über 100 und 200 Meter sowie im Weitsprung erreichte er bemerkenswerte Überraschungserfolge und rückte so augenblicklich ins Blickfeld der Öffentlichkeit. In den darauf folgenden Jahren verzeichnete Czyz zahlreiche Siege bei allen großen internationalen Wettkämpfen. Sowohl bei den Europameisterschaften 2005 in Espoo als auch bei den Weltmeisterschaften 2006 im niederländischen Assen sicherte er sich abermals das Titel-Triple. Schließlich gewann er im September 2007 auch bei den renommierten und prestigeträchtigen IWAS World Games (damals World Wheelchair and Amputee Games genannt) in Taipeh die Goldmedaille im Weitsprung. Dafür reichte ihm bei fünf Übertretungen ein Sicherheitssprung auf 5,88 m, denn es galt in Hinblick auf die Sommer-Paralympics 2008 in Peking darauf zu achten, nicht zu weit zu springen. Um dort Chancengleichheit herzustellen, orientierte sich ein Punktesystem an Vorleistungen. Je besser er also in Bangalore war, desto weiter hätte er in Peking für ein hohes Punkteergebnis springen müssen. Ralf Otto, Abteilungsleiter Leichtathletik im Deutschen Behindertensportverband, äußerte in diesem Zusammenhang seine Meinung, dass dies vom leistungssportlichen Gedanken her eine „Farce ohne Ende“ sei.
Die anschließende Vorbereitung auf die Sommer-Paralympics 2008 verlief nicht optimal. Czyz zog sich einen Ermüdungsanbruch des Mittelfußknochens zu, unterzog sich zwei Operationen am Beinstumpf und am Kiefer und erkrankte zudem noch an Pfeiffer-Drüsenfieber. Er entschied sich daher, auf seine Starts in den Laufdisziplinen zu verzichten, um sich ganz auf den Weitsprung zu konzentrieren. Dieser wurde erstmals in einer mit der unterschenkelamputierten Klasse (T44) zusammengelegten Konkurrenz ausgetragen und Czyz gelang tatsächlich die Titelverteidigung. Schon im ersten Versuch verbesserte er seinen eigenen Weltrekord um 27 Zentimeter auf 6,50 m.
Die nächsten vier Jahre – Czyz war mittlerweile einer der bekanntesten deutschen Behindertensportler – waren von zusammen sechs Titeln bei den nächsten zwei Austragungen der IWAS World Games, 2009 in Bangalore und 2011 in Schardscha, geprägt. In Indien blieb ihm ein Triumph über 200 Meter lediglich wegen eines technischen Defekts verwehrt: Am Ausgang der Kurve verlor er bei einem Vorsprung von 15 Metern seine Prothese. Durch die hohen Temperaturen und das lange Warten auf den Start hatte sie sich so sehr erhitzt, dass das Material zu weich wurde und den Fliehkräften nicht standhielt. Er siegte allerdings erstmals auch mit der deutschen 4-mal-100-Meter-Staffel. Als Teil dieser wollte er auch bei seinen dritten Paralympischen Sommerspielen, 2012 in London laufen; sie holten dort Bronze. Insgesamt trat er somit in vier Disziplinen an. Den Weitsprungwettkampf beendete er mit einer Weite von 6,33 m und somit 1,02 m hinter dem neuen Olympiasieger, T44-Starter Markus Rehm. Im Sprint über 200 Meter reichte es allerdings nur zu einem fünften Platz – es war Czyzs erster paralympischer Wettbewerb ohne Medaillenplatzierung überhaupt und er kommentierte sie mit „Es ist einfach beschissen gelaufen“. Beim Finale über 100 Meter wurde Czyz mit einer Saisonbestleistung von 12,52 s Dritter und gewann somit die Bronzemedaille. Mit insgesamt sieben Paralympischen Medaillen gehört er zu den erfolgreichsten deutschen Behindertensportlern aller Zeiten.
Bei den Paralympischen Spielen 2024 in Paris trat er für Neuseeland im Badminton an.

### Privates
Czyz emigrierte 1988 im Alter von acht Jahren nach Deutschland und zog zu seinem in Kaiserslautern lebenden Vater, der sich zuvor von seiner Frau getrennt hatte. Am dortigen Heinrich-Heine-Gymnasium legte er 1999 sein Abitur ab und studierte ab 2002 an der Deutschen Sporthochschule Köln. Darüber hinaus ist er in Koblenz als Angestellter bei der Lotto Rheinland-Pfalz GmbH tätig.
Er ist gut mit dem Fußballspieler Miroslav Klose befreundet, mit dem er auch denselben sportlichen Berater teilt. Mit dem Trainer Jürgen Klopp ist er ebenfalls befreundet. Am 7. August 2010 nahm Czyz am Benefizspiel der Fitness First Wintersport Stars gegen den FC Bayern München teil und erzielte beim Endergebnis von 11:1 das einzige Tor gegen die Profis.
Seit Mai 2015 ist Wojtek Czyz sehr engagiert im Projekt Sailing4handicaps, bei dem er mit seiner Ehefrau Elena Brambilla auf einem Katamaran um die Welt segelt und Menschen Prothesen baut.

## Bestleistungen
| Disziplin  | Ort       | Zeit/Weite | Datum             | Anmerkung             |
| ---------- | --------- | ---------- | ----------------- | --------------------- |
| 100 Meter  | Bangalore | 12,26 s    | 26. November 2009 |                       |
| 200 Meter  | Espoo     | 25,75 s    | 27. August 2005   | ehemaliger Weltrekord |
| Weitsprung | Peking    | 6,50 m     | September 2008    | aktueller Weltrekord  |

## Auszeichnungen
- 2004: Silbernes Lorbeerblatt
- 2004: Deutscher Behindertensportler des Jahres[11]